# Municipio de Bloomfield (Dakota del Norte)
El municipio de Bloomfield (en inglés: Bloomfield Township) es un municipio ubicado en el condado de Traill en el estado estadounidense de Dakota del Norte. En el año 2010 tenía una población de 130 habitantes y una densidad poblacional de 1,39 personas por km².

## Geografía
El municipio de Bloomfield se encuentra ubicado en las coordenadas 47°22′3″N 97°9′18″O / 47.36750, -97.15500. Según la Oficina del Censo de los Estados Unidos, el municipio tiene una superficie total de 93.39 km², de la cual 93,39 km² corresponden a tierra firme y (0 %) 0 km² es agua.

## Demografía
Según el censo de 2010, había 130 personas residiendo en el municipio de Bloomfield. La densidad de población era de 1,39 hab./km². De los 130 habitantes, el municipio de Bloomfield estaba compuesto por el 98,46 % blancos, el 1,54 % eran amerindios. Del total de la población el 0 % eran hispanos o latinos de cualquier raza.